# میدلتون، لیدز
میدلتون لیدز (به انگلیسی: Middleton) یک روستا در بریتانیا است که در لیدز واقع شده‌است. میدلتون لیدز ۲۶٬۲۲۸ نفر جمعیت دارد.

## مشخصات
میدلتون، یکی از روستاهای حومه شهر یورک‌شر غربی انگلستان (از شهرهای تاریخی انگلستان) است. این شهر بر روی تپه‌ای در جنوب (مرکز شهر لیدز) و شمال غربی لندن واقع شده‌است.
در سال ۲۰۰۱، جمعیت میدلتون از لیدز ۲۷٬۴۸۷ بود که در سرشماری سال ۲۰۱۱ به ۲۶٬۲۲۸ نفر کاهش یافت. میدلتون قبل از حمله نرمن‌ها به انگلستان اشغال شد و در کتابروز رستاخیز در سال ۱۰۸۶ ثبت شده‌است. این منطقه به عنوان یک ملک اربابی توسعه یافت و مالکان آن شروع به بهره‌برداری از زغال‌سنگ که در محدوده آن بود، کردند. در آغاز انقلاب صنعتی یک خط واگن چوبی برای وصل کردن معادن زغال‌سنگ به (لیدز) ساخته شد. عامل صنعت زغال سنگ، John Blenkinsop یک راه‌آهن آهنی و اولین لوکوموتیو با نیروی بخار را طراحی کرد که توسط متیو موری در هولبک ساخته شد. اقتصاد محلی تا سال ۱۹۶۷ بر معادن زغال‌سنگ استوار بود و فعالیت راه‌آهن پس از ۲۰۰ سال حفظ و اداره می‌شد.
میدلتون، یک منطقه قدیمی، شامل یک قسمت بزرگ از جنگل باستانی و بخشی که در آن زغال‌سنگ استخراج شده‌است، و یک بنای یادبود تاریخی در آن قرار دارد. محل ه‌های مسکونی میدلتون هال و میدلتون لوج خانه‌های طبقه متوسط محلی قرار دارند.
این روستا در امتداد خیابان تاون با ساخت یک مدرسه، نمازخانه و کلیسا در قرن نوزدهم توسعه یافت، اما پس از کسب زمین توسط شورای شهر لیدز در سال ۱۹۲۰ یک ملک بزرگ (توسط شورای خصوصی مسکن) در زمین‌های مسطح به سمت جنوب ساخته شد و ماهیت روستایی این منطقه را کاملاً تغییر داد. حمل و نقل ابتدا توسط یک خط واگن برقی و جاده کمربندی (لیدز) برای میدلتون ساخته شد. پس از بسته شدن معدن زغال سنگ منطقه افت کرد و تا سال ۲۰۰۱، مناطقی با محرومیت متعدد و سطوح بالای بیکاری و رفتار ضد اجتماعی داشته‌است. مؤسسه احیای میدلتون در مورد این مسائل تأسیس شده‌است.